# 藕塘镇 (仁寿县)
藕塘镇，原为藕塘乡，是中华人民共和国四川省眉山市仁寿县下辖的一个乡镇级行政单位。2019年12月，撤销农旺镇、石咀乡、藕塘乡，设立藕塘镇，以原农旺镇、原石咀乡、原藕塘乡所属行政区域为藕塘镇的行政区域。

## 行政区划
藕塘镇下辖以下地区：
云华村、百子村、环链村、飞龙村、豆缝村和高峰村。